# Clasamentul golgeterilor din SuperLiga României
Acest articol se referă la 
- Lista golgheterilor pe sezoane
- Clasamentul golgheterilor all-time pe sezoane.
- Clasamentul cluburilor cu golgeteri.
- Clasamentul golgheterilor pe orașe.

## Lista golgheterilor pe sezoane
Actualizat la 24 mai 2025.
| Sezon   | Golgeteri | Cluburi | Goluri | Note |
| ------- | --- | --- | --- | --- |
| 1932–33 | Ștefan Dobay(1) | Ripensia(1) | 16 | [ 1 ] |
| 1933–34 | Ștefan Dobay(2) | Ripensia(2) | 25 | [ 2 ] |
| 1934–35 | Ștefan Dobay(3) | Ripensia(3) | 24 | [ 3 ] |
| 1935–36 | Ștefan Barbu(1) | Rapid București(1) | 23 | [ 4 ] |
| 1936–37 | Ștefan Dobay(4) Traian Iordache(1)                                                                                      | Ripensia(4) Unirea Tricolor (1)                                                                                         | 21 | [ 5 ] |
| 1937–38 | Árpád Thierjung(1) | Chinezul(1) | 22 | [ 6 ] |
| 1938–39 | Adalbert Marksteiner(1)                                                                                                 | Ripensia(5) | 21 | [ 7 ] |
| 1939–40 | István Avar(1) | Rapid București(2) | 21 | [ 8 ] |
| 1940–41 | Ion Bogdan(1) | Rapid București(3) | 21 | [ 9 ] |
| 1941–46 | Cupa Basarabiei și două ediții de campionat neoficiale('43,'44 ) s-au jucat datorită celui de-al Doilea Război Mondial. | Cupa Basarabiei și două ediții de campionat neoficiale('43,'44 ) s-au jucat datorită celui de-al Doilea Război Mondial. | Cupa Basarabiei și două ediții de campionat neoficiale('43,'44 ) s-au jucat datorită celui de-al Doilea Război Mondial. | Cupa Basarabiei și două ediții de campionat neoficiale('43,'44 ) s-au jucat datorită celui de-al Doilea Război Mondial. |
| 1946–47 | Ladislau Bonyhádi(1) | UTA Arad(1) | 26 | [ 11 ] |
| 1947–48 | Ladislau Bonyhádi(2) | UTA Arad(2) | 49 | [ 12 ] |
| 1948–49 | Gheorghe Váczi(1) | CA Oradea(1) | 24 | [ 13 ] |
| 1950    | Andrei Rădulescu(1) | Locomotiva București(4)                                                                                                 | 18 | [ 14 ] |
| 1951    | Gheorghe Váczi(2) | CA Oradea(2) | 23 | [ 15 ] |
| 1952    | Titus Ozon(1) | Dinamo(1) | 17 | [ 16 ] |
| 1953    | Titus Ozon(2) | Dinamo(2) | 12 | [ 17 ] |
| 1954    | Alexandru Ene(1) | Dinamo(3) | 20 | [ 18 ] |
| 1955    | Ioan Ciosescu(1) | Poli Timișoara(1) | 18 | [ 19 ] |
| 1956    | Ion Alecsandrescu(1) | CCA București(1) | 18 | [ 20 ] |
| 1957–58 | Ioan Ciosescu(2) | Poli Timișoara(2) | 21 | [ 21 ] |
| 1958–59 | Gheorghe Ene(1) | Rapid(5) | 17 | [ 22 ] |
| 1959–60 | Gheorghe Constantin(1)                                                                                                  | CCA București(2) | 20 | [ 23 ] |
| 1960–61 | Gheorghe Constantin(2)                                                                                                  | Steaua București(3) | 22 | [ 24 ] |
| 1961–62 | Gheorghe Constantin(3)                                                                                                  | Steaua București(4) | 24 | [ 25 ] |
| 1962–63 | Ion Ionescu(1) | Rapid(6) | 20 | [ 26 ] |
| 1963–64 | Constantin Frățilă(1)                                                                                                   | Dinamo(4) | 19 | [ 27 ] |
| 1964–65 | Mihai Adam(1) | Știința Cluj(1) | 18 | [ 28 ] |
| 1965–66 | Ion Ionescu(2) | Rapid(7) | 24 | [ 29 ] |
| 1966–67 | Ion Oblemenco(1) | FCU Craiova(1) | 17 | [ 30 ] |
| 1967–68 | Mihai Adam(2) | Știința Cluj(2) | 15 | [ 31 ] |
| 1968–69 | Florea Dumitrache(1) | Dinamo(5) | 22 | [ 32 ] |
| 1969–70 | Ion Oblemenco(2) | FCU Craiova(2) | 19 | [ 33 ] |
| 1970–71 | Constantin Moldoveanu(1) Florea Dumitrache(2) Gheorghe Tătaru(1)                                                        | Poli Iași(1) Dinamo(6) Steaua București(5)                                                                              | 15 | [ 34 ] |
| 1971–72 | Ion Oblemenco(3) | FCU Craiova(3) | 20 | [ 35 ] |
| 1972–73 | Ion Oblemenco(4) | FCU Craiova(4) | 21 | [ 36 ] |
| 1973–74 | Mihai Adam(3) | CFR Cluj(1) | 23 | [ 37 ] |
| 1974–75 | Dudu Georgescu(1) | Dinamo(7) | 33 | [ 38 ] |
| 1975–76 | Dudu Georgescu(2) | Dinamo(8) | 31 | [ 39 ] |
| 1976–77 | Dudu Georgescu(3) | Dinamo(9) | 47 | [ 40 ] |
| 1977–78 | Dudu Georgescu(4) | Dinamo(10) | 24 | [ 41 ] |
| 1978–79 | Marin Radu(1) | Argeș Pitești(1) | 22 | [ 42 ] |
| 1979–80 | Septimiu Câmpeanu(1) | U Cluj(3) | 24 | [ 43 ] |
| 1980–81 | Marin Radu(2) | Argeș Pitești(2) | 28 | [ 44 ] |
| 1981–82 | Anghel Iordănescu(1) | Steaua București(6) | 20 | [ 45 ] |
| 1982–83 | Petre Grosu(1) | FC Bihor(1) | 20 | [ 46 ] |
| 1983–84 | Marcel Coraș(1) | Sportul Studențesc(1)                                                                                                   | 20 | [ 47 ] |
| 1984–85 | Gheorghe Hagi(1) | Sportul Studențesc(2)                                                                                                   | 20 | [ 48 ] |
| 1985–86 | Gheorghe Hagi(2) | Sportul Studențesc(3)                                                                                                   | 31 | [ 49 ] |
| 1986–87 | Rodion Cămătaru(1) | Dinamo(11) | 44 | [ 50 ] |
| 1987–88 | Victor Pițurcă(1) | Steaua București(7) | 34 | [ 51 ] |
| 1988–89 | Dorin Mateuț(1) | Dinamo(12) | 43 | [ 52 ] |
| 1989–90 | Gavril Balint(1) | Steaua București(8) | 19 | [ 53 ] |
| 1990–91 | Ovidiu Cornel Hanganu(1)                                                                                                | Corvinul(1) | 24 | [ 54 ] |
| 1991–92 | Gábor Gerstenmájer(1)                                                                                                   | Dinamo(12) | 21 | [ 55 ] |
| 1992–93 | Ilie Dumitrescu(1) | Steaua București(9) | 24 | [ 56 ] |
| 1993–94 | Gheorghe Craioveanu(1)                                                                                                  | FCU Craiova(5) | 21 | [ 57 ] |
| 1994–95 | Gheorghe Craioveanu(2)                                                                                                  | FCU Craiova(6) | 27 | [ 58 ] |
| 1995–96 | Ion Vlădoiu(1) | Steaua București(10) | 25 | [ 59 ] |
| 1996–97 | Sabin Ilie(1) | Steaua București(11) | 31 | [ 60 ] |
| 1997–98 | Constantin Barbu(1) Vasile Oană(1)                                                                                      | Argeș Pitești(3) Gloria Bistrița(1)                                                                                     | 22 | [ 61 ] |
| 1998–99 | Ionel Ganea(1) | Gloria Bistrița(2) | 28 | [ 62 ] |
| 1999–00 | Marian Savu(1) | FC Național(1) | 20 | [ 63 ] |
| 2000–01 | Marius Niculae(1) | Dinamo(13) | 20 | [ 64 ] |
| 2001–02 | Cătălin Cursaru(1) | FCM Bacău(1) | 17 | [ 65 ] |
| 2002–03 | Claudiu Răducanu(1) | Steaua București(12) | 21 | [ 66 ] |
| 2003–04 | Ionel Dănciulescu(1) | Dinamo(14) | 21 | [ 67 ] |
| 2004–05 | Gheorghe Bucur(1) Claudiu Niculescu(1)                                                                                  | Sportul Studențesc(4) Dinamo(15)                                                                                        | 21 | [ 68 ] |
| 2005–06 | Ionuț Mazilu(1) | Sportul Studențesc(5)                                                                                                   | 22 | [ 69 ] |
| 2006–07 | Claudiu Niculescu(2) | Dinamo(16) | 18 | Din acest sezon Divizia A se numește Liga I.                                                                            |
| 2007–08 | Ionel Dănciulescu(2) | Dinamo(17) | 21 | [ 71 ] |
| 2008–09 | Gheorghe Bucur(2) Florin Costea(1)                                                                                      | Poli Timișoara(3) FCU Craiova(7)                                                                                        | 17 | [ 72 ] |
| 2009–10 | Andrei Cristea(1) | Dinamo(18) | 16 | [ 73 ] |
| 2010–11 | Ianis Zicu(1) | Poli Timișoara(4) | 18 | [ 74 ] |
| 2011–12 | Wesley(1) | FC Vaslui(1) | 27 | [ 75 ] |
| 2012–13 | Raul Rusescu(1) | Steaua București(13) | 21 | |
| 2013–14 | Liviu Antal(1) | FC Vaslui(2) | 15 | [ 76 ] |
| 2014–15 | Grégory Tadé(1) | CFR Cluj(2) | 18 | [ 77 ] |
| 2015–16 | Ioan Hora(1) | Pandurii(1) | 22 | [ 78 ] |
| 2016–17 | Azdren Llullaku(1) | Gaz Metan(1) | 16 | [ 79 ] |
| 2017–18 | Harlem Gnohéré(1) George Țucudean(1)                                                                                    | FCSB(14) CFR Cluj(3) | 15 | [ 80 ] |
| 2018-19 | George Țucudean(2) | CFR Cluj(4) | 18 | [ 81 ] |
| 2019–20 | Gabriel Iancu(1) | Viitorul Constanța(1)                                                                                                   | 18 | [ 82 ] |
| 2020–21 | Florin Tănase(1) | FCSB(15) | 24 | [ 83 ] |
| 2021–22 | Florin Tănase(2) | FCSB(16) | 20 | [ 84 ] |
| 2022-23 | Marko Dugandžić(1) | Rapid(8) | 22 | [ 85 ] |
| 2023-24 | Florinel Coman(1) Philip Otele (1)                                                                                      | FCSB(17) CFR Cluj (5)                                                                                                   | 18 | [ 86 ] |
| 2024-25 | Louis Munteanu (1) | CFR Cluj (6) | 23 | |

## Clasamentul golgeterilor all-time pe sezoane.
La 23 mai 2025.
| Imagine | Golgeter              | Sezoane | Anii                               | Cluburi                                  | Note |
| ------- | --------------------- | ------- | ---------------------------------- | ---------------------------------------- | --- |
|         | Ștefan Dobay          | (4)     | 1932–33, 1933–34, 1934–35, 1936–37 | Ripensia                                 | Primul golgeter în sistemul divizionar. Primul golgeter care a câștigat titlul de golgeter 3 sezoane consecutive.                                                                            |
|         | Ion Oblemenco         | (4)     | 1966–67, 1969–70, 1971–72, 1972–73 | U Craiova                                | |
|         | Dudu Georgescu        | (4)     | 1974–75, 1975–76, 1976–77, 1977–78 | Dinamo                                   | Singurul jucător de fotbal din România care a devenit golgeterul ligii I de 4 ori consecutiv. Primul fotbalist român care a câștigat gheata de aur.                                          |
|         | Gheorghe Constantin   | (3)     | 1959–60, 1960–61, 1961–62          | CCA București                            | Primul jucător care a egalat recordul lui Dobay de 3 sezoane consecutive. |
|         | Mihai Adam            | (3)     | 1964–65, 1967–68, 1973–74          | Știința Cluj(2), CFR Cluj(1)             | Primul jucător care a câștigat titlul de golgeter cu 2 cluburi diferite. |
|         | Ladislau Bonyhádi     | (2)     | 1946–47, 1947–48                   | UTA Arad                                 | Deține recordul național de goluri marcate într-un singur sezon - 49. |
|         | Gheorghe Váczi        | (2)     | 1948–49, 1951                      | CA Oradea                                | |
|         | Titus Ozon            | (2)     | 1952, 1953                         | Dinamo                                   | |
|         | Ioan Ciosescu         | (2)     | 1955, 1957–58                      | Poli Timișoara                           | |
|         | Ion Ionescu           | (2)     | 1962–63, 1965–66                   | Rapid                                    | |
|         | Florea Dumitrache     | (2)     | 1968–69, 1970–71                   | Dinamo                                   | Al doilea titlu de golgeter, cel din sezonul 1970–71, l-a împărțit cu Constantin Moldoveanu.                                                                                                 |
|         | Marin Radu            | (2)     | 1978–79, 1980–81                   | Argeș Pitești                            | |
|         | Gheorghe Hagi         | (2)     | 1984–85, 1985–86                   | Sportul Studențesc                       | |
|         | Gheorghe Craioveanu   | (2)     | 1993–94, 1994–95                   | FCU Craiova                              | |
|         | Claudiu Niculescu     | (2)     | 2004–05, 2006–07                   | Dinamo                                   | |
|         | Ionel Dănciulescu     | (2)     | 2003–04, 2007–08                   | Dinamo                                   | |
|         | Gheorghe Bucur        | (2)     | 2004–05, 2008–09                   | Poli Timișoara(1), Sportul Studențesc(1) | Gheorghe Bucur e al doilea jucător după Mihai Adam care devine golgeter cu două echipe diferite. Titlul din 2004-05 l-a împărțit cu Claudiu Niculescu, iar cel din 2008-09 cu Florin Costea. |
|         | George Țucudean       | (2)     | 2017–18, 2018-19                   | CFR Cluj                                 | În sezonul 2017-18 poziția de cel mai bun marcator al campionatului a împărțit-o cu atacantul lui FCSB, Harlem Gnohéré, ambii cu 15 goluri.                                                  |
|         | Florin Tănase         | (2)     | 2020–21, 2021–22                   | FCSB                                     | |
|         | Ștefan Barbu          | (1)     | 1935–36                            | Rapid București                          | |
|         | Árpád Thierjung       | (1)     | 1937–38                            | Chinezul                                 | În partida Chinezul - CAO Oradea (7-3), a marcat nu mai puțin de șase goluri, fiind primul jucător care reușește această performanță în Divizia A.                                           |
|         | Adalbert Marksteiner  | (1)     | 1962–63                            | Ripensia                                 | În total, a marcat 62 de goluri în 63 de meciuri din Divizia A. Cel mai bun ratio al tuturor timpurilor din Liga I.                                                                          |
|         | Ștefan Auer           | (1)     | 1939–40                            | Rapid                                    | |
|         | Ion Bogdan            | (1)     | 1940–41                            | Rapid București                          | |
|         | Andrei Rădulescu      | (1)     | 1950                               | Locomotiva București                     | |
|         | Alexandru Ene         | (1)     | 1954                               | Dinamo                                   | |
|         | Ion Alecsandrescu     | (1)     | 1956                               | CCA București                            | |
|         | Gheorghe Ene          | (1)     | 1958–59                            | Rapid                                    | |
|         | Constantin Frățilă    | (1)     | 1963–64                            | Dinamo                                   | Constantin Frățilă a împărțit titlul de golgeter al sezonului 1963-64 cu Cornel Pavlovici.                                                                                                   |
|         | Cornel Pavlovici      | (1)     | 1963–64                            | Steaua București                         | |
|         | Constantin Moldoveanu | (1)     | 1970–71                            | Poli Iași                                | A împărțit titlul de golgeter al sezonului cu Florea Dumitrache. |
|         | Septimiu Câmpeanu     | (1)     | 1979–80                            | U Cluj                                   | |
|         | Anghel Iordănescu     | (1)     | 1981–82]]                          | Steaua București                         | |
|         | Petre Grosu           | (1)     | 1982–83                            | FC Bihor                                 | |
|         | Marcel Coraș          | (1)     | 1983–84                            | Sportul Studențesc                       | |
|         | Rodion Cămătaru       | (1)     | 1986–87                            | Dinamo                                   | |
|         | Victor Pițurcă        | (1)     | 1987–88                            | Steaua București                         | |
|         | Dorin Mateuț          | (1)     | 1988–89                            | Dinamo                                   | |
|         | Gavril Balint         | (1)     | 1989–90                            | Steaua București                         | |
|         | Ovidiu Cornel Hanganu | (1)     | 1990–91                            | Corvinul                                 | |
|         | Gábor Gerstenmájer    | (1)     | 1991–92                            | Dinamo                                   | |
|         | Ilie Dumitrescu       | (1)     | 1992–93                            | Steaua București                         | |
|         | Ion Vlădoiu           | (1)     | 1995–96                            | Steaua București                         | |
|         | Sabin Ilie            | (1)     | 1996–97                            | Steaua București                         | |
|         | Constantin Barbu      | (1)     | 1997–98                            | Argeș Pitești                            | |
|         | Ionel Ganea           | (1)     | 1998–99                            | Gloria Bistrița                          | |
|         | Marian Savu           | (1)     | 1999–00                            | FC Național                              | |
|         | Marius Niculae        | (1)     | 2000–01                            | Dinamo                                   | |
|         | Cătălin Cursaru       | (1)     | 2001–02                            | FCM Bacău                                | |
|         | Claudiu Răducanu      | (1)     | 2002–03                            | Steaua București                         | |
|         | Ionuț Mazilu          | (1)     | 2005–06                            | Sportul Studențesc                       | |
|         | Florin Costea         | (1)     | 2008–09                            | FCU Craiova                              | A împărțit titlul de golgeter al sezonului cu Gheorghe Bucur. |
|         | Andrei Cristea        | (1)     | 2009–10                            | Dinamo                                   | |
|         | Ianis Zicu            | (1)     | 2010–11                            | Poli Timișoara                           | |
|         | Wesley                | (1)     | 2011–12                            | FC Vaslui                                | |
|         | Raul Rusescu          | (1)     | 2012–13                            | Steaua București                         | |
|         | Liviu Antal           | (1)     | 2013–14                            | FC Vaslui                                | |
|         | Grégory Tadé          | (1)     | 2014–15                            | CFR Cluj                                 | |
|         | Ioan Hora             | (1)     | 2015–16                            | Pandurii                                 | |
|         | Azdren Llullaku       | (1)     | 2016–17                            | Gaz Metan                                | |
|         | Harlem Gnohéré        | (1)     | 2017–18                            | FCSB                                     | |
|         | Gabriel Iancu         | (1)     | 2019–20                            | Viitorul Constanța                       | |
|         | Marko Dugandžić       | (1)     | 2022-23                            | Rapid                                    | |
|         | Florinel Coman        | (1)     | 2023-24                            | FCSB                                     | |
|         | Louis Munteanu        | (1)     | 2024-25                            | CFR Cluj                                 | |

## Clasamentul cluburilor cu golgeteri.
La 24 mai 2025.
| Poz. | Club               | Oraș        | Număr | Golgeteri |
| ---- | ------------------ | ----------- | ----- | --- |
| 1    | Dinamo             | București   | 18    | Titus Ozon(2), Alexandru Ene(1), Constantin Frățilă(1), Florea Dumitrache(2), Dudu Georgescu(4), Rodion Cămătaru(1), Dorin Mateuț(1), Gábor Gerstenmájer(1), Marius Niculae(1), Claudiu Niculescu(2), Ionel Dănciulescu(2), Andrei Cristea(1)                                |
| 2    | FCSB               | București   | 17    | Ion Alecsandrescu(1), Gheorghe Constantin(3), Gheorghe Tătaru(1), Anghel Iordănescu(1), Victor Pițurcă(1), Gavril Balint(1), Ilie Dumitrescu(1), Ion Vlădoiu(1), Sabin Ilie(1), Claudiu Răducanu(1), Raul Rusescu(1), Harlem Gnohéré(1), Florin Tănase(2), Florinel Coman(1) |
| 3    | Rapid              | București   | 8     | Ștefan Barbu(1), István Avar(1), Ion Bogdan(1), Andrei Rădulescu(1), Gheorghe Ene(1), Ion Ionescu(2), Marko Dugandžić(1) |
| 4    | FCU Craiova        | Craiova     | 7     | Ion Oblemenco(4), Gheorghe Craioveanu(2), Florin Costea(1) |
| 5    | CFR Cluj           | Cluj-Napoca | 6     | Mihai Adam(1), Grégory Tadé(1), George Țucudean(2), Philip Otele(1), Louis Munteanu(1) |
| 6    | Ripensia           | Timișoara   | 5     | Ștefan Dobay(4), Adalbert Marksteiner(1) |
| 6    | Sportul Studențesc | București   | 5     | Marcel Coraș(1), Gheorghe Hagi(2), Gheorghe Bucur(1), Ionuț Mazilu(1) |
| 8    | Poli Timișoara     | Timișoara   | 4     | Ioan Ciosescu(2), Gheorghe Bucur(1), Ianis Zicu(1) |
| 8    | FCU Craiova        | Craiova     | 7     | Ion Oblemenco(4), Gheorghe Craioveanu(2), Florin Costea(1) |
| 10   | U Cluj             | Cluj-Napoca | 3     | Mihai Adam(2), Septimiu Câmpeanu(1) |
| 10   | Argeș Pitești      | Pitești     | 3     | Marin Radu(2), Constantin Barbu(1) |
| 10   | FCU Craiova        | Craiova     | 3     | Gheorghe Craioveanu(2), Florin Costea(1) |
| 13   | UTA Arad           | Arad        | 2     | Ladislau Bonyhádi(2) |
| 13   | CA Oradea          | Oradea      | 2     | Gheorghe Váczi(2) |
| 13   | Gloria Bistrița    | Bistrița    | 2     | Vasile Oană(1), Ionel Ganea(1) |
| 13   | FC Vaslui          | Vaslui      | 2     | Wesley(1), Liviu Antal(1) |
| 17   | Unirea Tricolor    | București   | 1     | Traian Iordache(1) |
| 17   | Chinezul           | Timișoara   | 1     | Árpád Thierjung(1) |
| 17   | FC Bihor           | Oradea      | 1     | Petre Grosu(1) |
| 17   | Corvinul           | Hunedoara   | 1     | Ovidiu Cornel Hanganu(1) |
| 17   | FC Național        | București   | 1     | Marian Savu(1) |
| 17   | FCM Bacău          | Bacău       | 1     | Cătălin Cursaru(1) |
| 17   | Pandurii           | Târgu Jiu   | 1     | Ioan Hora(1) |
| 17   | Gaz Metan          | Mediaș      | 1     | Azdren Llullaku(1) |
| 17   | Viitorul Constanța | Constanța   | 1     | Gabriel Iancu(1) |

## Clasamentul golgeterilor pe orașe.
| Poz. | Oraș        | Cluburi(Număr de Golgeteri)                                                                | Număr Total de Golgeteri |
| ---- | ----------- | ------------------------------------------------------------------------------------------ | ------------------------ |
| 1    | București   | Dinamo(18), FCSB (17), Rapid(7), Sportul Studențesc(5), Unirea Tricolor(1), FC Național(1) | 48                       |
| 2    | Timișoara   | Ripensia(5), Politehnica Timișoara(4), Chinezul(1)                                         | 10                       |
| 3    | Cluj-Napoca | CFR Cluj(6), U Cluj(3)                                                                     | 9                        |
| 4    | Craiova     | FCU Craiova(7)                                                                             | 7                        |
| 5    | Pitești     | Argeș Pitești(3)                                                                           | 3                        |
| 6    | Oradea      | CA Oradea(2), FC Bihor(1)                                                                  | 3                        |
| 7    | Arad        | UTA Arad                                                                                   | 2                        |
| 8    | Bistrița    | Gloria Bistrița                                                                            | 2                        |
| 9    | Vaslui      | FC Vaslui                                                                                  | 2                        |
| 10   | Hunedoara   | Corvinul                                                                                   | 1                        |
| 11   | Bacău       | FCM Bacău                                                                                  | 1                        |
| 12   | Târgu Jiu   | Pandurii                                                                                   | 1                        |
| 13   | Mediaș      | Gaz Metan                                                                                  | 1                        |
| 14   | Constanța   | Viitorul Constanța                                                                         | 1                        |